# Saaxil
Saaxil (Sahil) és una regió de Somalilàndia creada el 1992 per divisió de la regió de Woqooyi Galbeed en les noves regions de Saaxil i Maroodi Jeex.
La capital és Berbera.
Fins al 2008 la formaven cinc districtes:
- Bulhar
- Hagal
- Mandhere
- Sheikh
- Berbera

El 22 de març de 2008 es van crear dos nous districtes:
- Go'Da Weyne (segregat de Sheikh)
- Las Idle (segregat d'Hagal)

Mordechai Abir defineix el Sahil com la costa que anava entre el golf de Tadjurah i el cap Guardafui. La costa nord de Somàlia fou coneguda com a Sahil fins al segle xix, però després el nom es va perdre, per ser recuperat el 1992 en la forma somali.

## Nota
1. ↑  Ethiopia: The Era of the Princes; The Challenge of Islam and the Re-unification of the Christian Empire (1769-1855). London, Longmans, 1968, pàgina 15